# 阿斯特丽德·伯格斯·弗瑞斯贝
阿斯特麗德·伯格斯-弗瑞斯貝（Àstrid Bergès-Frisbey，1986年5月26日—），是一位出生於巴塞隆納的法國-西班牙演員和模特兒，以飾演《抵擋太平洋的堤壩》中Suzanne一角及《加勒比海盗4：惊涛怪浪》（「神鬼奇航」系列第四部電影）美人魚Syrena一角為人所知。

## 家庭
阿斯特麗德的父親是一位加泰隆尼亞人，母親則為美法混血。

## 

### 电影
- 《他們和我》（2008年）
- 《第一天》（2009年）
- 《死去的皇后》（2009年）
- 《布鲁克》（2010年）
- 《挖井人的女儿》（2011年）
- 《加勒比海盗4：惊涛怪浪》（2011年）
- 《天使的性》（2012年）
- 《I型起源》（2014年）
- 《巴黎酒店初學者/愛，囚禁》（2015年）
- 《亞瑟：王者之劍》（2017年）
- 《馬德里金庫盜數90分鐘》（2020年）

### 
- 《恋马狂》（2008年）